# Ken Roberts
Kenneth Elwin Roberts (né le 9 mars 1988 à Murfreesboro (Tennessee), États-Unis) est un lanceur de relève gaucher des Phillies de Philadelphie de la Ligue majeure de baseball.

## Carrière
Joueur à la Middle Tennessee State University, Ken Roberts est repêché par les Rockies du Colorado au 25e tour de sélection en 2010.
Il fait ses débuts dans le baseball majeur comme avec Colorado le 3 mai 2015 face aux Padres de San Diego et apparaît dans 9 matchs des Rockies, lançant un total de 9 manches et un tiers. Il poursuit la saison 2015 chez les Phillies de Philadelphie, qui le réclament au ballottage le 30 août.